# Шишићи (Трново)
Шишићи су насељено мјесто у општини Трново, Федерација БиХ, Босна и Херцеговина.

## Становништво
|         | 2013.      | 1991.        | 1981.       | 1971.        |
| Укупно  | 1 (100,0%) | 40 (100,0%)  | 90 (100,0%) | 152 (100,0%) |
| Срби    | 1 (100,0%) | 30 (75,00%)  | 80 (88,89%) | 128 (84,21%) |
| Бошњаци | –          | 10 (25,00%)1 | 9 (10,00%)1 | 23 (15,13%)1 |
| Остали  | –          | –            | 1 (1,111%)  | 1 (0,658%)   |

1. 1 На пописима од 1971. до 1991. Бошњаци су пописивани углавном као Муслимани.